# Parartocarpus venenosa
Parartocarpus venenosa är en mullbärsväxtart som först beskrevs av Heinrich Zollinger och Mor., och fick sitt nu gällande namn av Odoardo Beccari. Parartocarpus venenosa ingår i släktet Parartocarpus och familjen mullbärsväxter. Inga underarter finns listade i Catalogue of Life.